# Сіссал
Сіссал Йоганна Нордберг Нікласен (фар. Sissal Jóhanna Norðberg Niclasen, нар. 13 лютого 1995 року), відома просто як Сіссал — фарерська співачка, що перемогла на Dansk Melodi Grand Prix 2025 і представлятиме Данію на Євробаченні 2025 з піснею «Hallucination».

## Біографія та кар'єра
Сіссал народилася в Торсгавні, столиці Фарерських островів, де вперше виступила на сцені у віці 10 років. 2020 року співачка переїхала до Копенгагену, щоб розпочати свою міжнародну музичну кар'єру.
Сіссал здобула популярність 2005 року, коли виграла фарерський дитячий пісенний конкурс Nósa Barnaprix з піснею «Summarið er komið». 2010 року вона перемогла в щорічному пісенному конкурсі Ársins Songrødd.
2025 року випустила свій перший міні-альбом Hear Me Now. У лютому того ж року стала однією з восьми учасників Dansk Melodi Grand Prix, данського відбору на Євробачення, з піснею «Hallucination». Комбіноване голосування журі та публіки забезпечило її перемогу і, як наслідок, можливість представити Данію на Євробаченні 2025 у Базелі, Швейцарія. Сіссал стала другою фарерською співачкою, яка представлятиме Данію на Євробаченні після Reiley у 2023 році.

### Музика і стиль
Артистка надихається скандинавським електропопом. Сіссал зазначає норвезьку співачку Дагні та шведську співачку Робін серед своїх музичних натхнень.

## Особисте життя
Мати Сіссал — фарерська художниця Міккаліна Нордберг.
У самої Сіссал є дві доньки. Вона прагне показати, що жінки можуть мати успішну кар'єру та створювати музику після народження дітей.